# Tuba
Tuba je basový žesťový dechový nástroj, někdy zván jen „bas“. V orchestrech se tento nástroj objevuje od 19. století a hraje se na ni většinou kvůli její značné hmotnosti vsedě. Nástroj si nechali patentovat Wilhelm Friedrich Wieprecht a Johann Moritz v Berlíně roku 1835.

## Rozsah
Jde o jeden z nejhlouběji znějících nástrojů vůbec - srovnatelný rozsah hlubokých tónů mívají např. píšťaly některých rejstříků chrámových varhan. Rozsah tuby je ovšem (stejně jako u všech žesťových nástrojů) relativní - je závislý do určité míry na tvaru použitého nátrubku a především na nátiskové kondici hráče a jeho fyzických předpokladech (velikost a tvar rtů, tvar čelistí a chrupu, motorika mimického svalstva, atd.).

## Ladění a notace

### Ladění
Nástroj se vyrábí převážně v základních laděních B a C (kontrabasové tuby), Es a F (basové tuby), nebo jejich kombinacích. Nástroj se chová jako struna v tom smyslu, že např. B tuba má základní tón B2 (hes subkontra) a upínáním rtů hráč tvoří řadu tónů alikvotních (něco jako flažolety na strunných nástrojích). Tuba je opatřena minimálně třemi, častěji však čtyřmi a u mistrovských nástrojů až šesti rotačními ventily nebo písty, z nichž 5. a 6. slouží k dolaďování nejhlubších tónů (kontra a subkontra oktáva), případně (u kombinovaných nástrojů) k přelaďování (např. z F do B ladění).

### Notace
Jde o běžný klasický zápis do pětilinkové notové osnovy v f-klíči (basovém) v c hlasu (= bez transpozice), tj. zapisují se přesně ty tóny, které mají při hře znít. Běžný rozsah je F1 - b(f1).

## Typy a historie
Existuje mnoho typů tub, od barytonového eufonia až po kontrabasovou tubu, laděnou většinou v B. Klasická basová nebo kontrabasová tuba může mít i tvar tzv. heligonu, tj. je zatočena kolem hráčova těla. Podobný tvar má i suzafon, jenže jeho ozvučník je obrácen dopředu. V historii vznikalo mnoho velice bizarních experimentů s žesti, z nichž velkou část v českých zemích prováděl proslulý nástrojář Václav František Červený. Své unikátní tuby často obdařoval přídomkem „císařský“. Bylo by také vhodno zmínit tzv. „šedifony“ ukrajinskočeského nástrojáře Josefa Šedivy, které se pak uchytily zejména v ruských kapelách – tyto nástroje měly totiž dva ozvučníky, mezi nimiž bylo možno přepínat tzv. distribučním ventilem. Jeden byl užší a měl poněkud přímější a ostřejší tón podobný pozounu, ten širší produkoval naopak jemnější a zastřenější barvu tónu.
Moderní tuba má mnoho předků, např. ruský fagot, ofiklejdu, či serpent. V minulosti bylo pro tyto hlasově nižší nátrubkové nástroje užíváno též názvu „zpěvoroh“.